# Schiesshorn
Schiesshorn är en bergstopp i Schweiz.   Den ligger i regionen Plessur och kantonen Graubünden, i den östra delen av landet, 170 km öster om huvudstaden Bern. Toppen på Schiesshorn är 2 605 meter över havet, eller 169 meter över den omgivande terrängen. Bredden vid basen är 0,78 km.
Terrängen runt Schiesshorn är huvudsakligen bergig, men åt nordost är den kuperad. Närmaste större samhälle är Davos, 11,0 km öster om Schiesshorn. 
Trakten runt Schiesshorn består i huvudsak av gräsmarker. Runt Schiesshorn är det ganska glesbefolkat, med 39 invånare per kvadratkilometer.